# Koortskapel (Wevelgem)

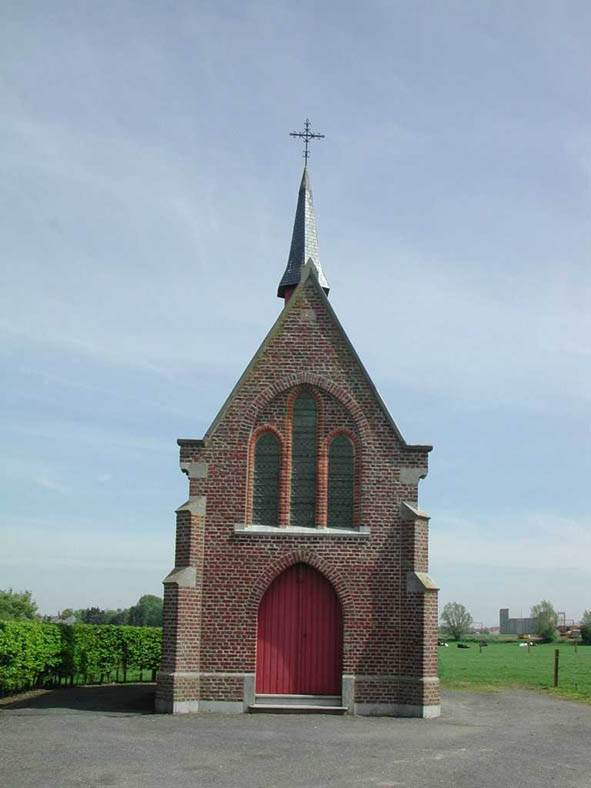
Onze-Lieve-Vrouw ter Biestkapel

De Koortskapel of Onze-Lieve-Vrouw ter Biestkapel is een kapel in de West-Vlaamse plaats Wevelgem, gelegen aan de Bieststraat.

## Geschiedenis
In 1331 werd voor het eerst gewag gemaakt van een kapel op deze plaats, Capellanus de Biest genaamd. Tijdens de 17e eeuw werd de kapel vermoedelijk vernield en vermoedelijk bestond hierna slechts een boomkapel op deze plaats. In 1688 werd een nieuwe kapel opgericht. Oorlogshandelingen tijdens de Negenjarige Oorlog en de Spaanse Successieoorlog leidden tot vernieling van ook deze kapel.
Omstreeks 1778 werd opnieuw een kapel gebouwd. Ook deze kapel werd uiteindelijk vervangen, en wel in 1893. In 1983 werd deze kapel door een storm zwaar beschadigd om in 1987 gerestaureerd te worden.

## Gebouw
Het betreft een neogotisch kapelletje dat een rechthoekige plattegrond heeft en een koor met driezijdige sluiting. De kapel heeft een dakruiter. In de kerk is een beeld van Onze-Lieve-Vrouw van Bijstand van 1911. Omdat hier vanouds mensen kwamen bidden ter genezing van koorts, werd het de Koortskapel genoemd.